# Jacques Urlusplantsoen
Het Jacques Urlusplantsoen is een U-vormige straat en flatcomplex in de buurt Boshuizen, in het Bos- en Gasthuisdistrict van de Nederlandse stad Leiden.  De flats zijn gebouwd halverwege de jaren '60, tegen het einde van de woningnood, als onderdeel van de wederopbouw van Nederland na het einde van de Tweede Wereldoorlog.

## Beschrijving
Het complex bestaat uit twee grote, zeer lange galerijflats, een plantsoen, en een aantal bijgebouwtjes met winkels en horeca. De twee flats lopen ruwweg van noord naar zuid, staan aan weerszijden van het plantsoen, en liggen parallel aan elkaar. De oostelijke flat is 250 meter lang, en de westelijke flat 220 meter. De bijgebouwtjes staan haaks op de oostelijke flat en vormen zo tezamen twee overstaande L-vormen, die het plantsoen en de straat zelf grotendeels omsluiten. Het plantsoen bevat parkeergelegenheden, groenvoorzieningen, en een aantal speelveldjes. Aan en direct rondom het Jacques Urlusplantsoen zijn wat buurtwinkels en horeca, waaronder een kroeg, een Islamitische supermarkt, en een kringloopwinkel. De achterkant van de oostelijke flat ligt direct aan de Churchilllaan, onderdeel van de regionale doorgangsweg N206. Op loopafstand ligt De Luifelbaan, het grootste winkelcentrum van Leiden Zuid-West.

## Problemen
Het Jacques Urlusplantsoen is een aantal keren in het nieuws geweest vanwege sociale problemen in de flats. Veel bewoners zitten in de bijstand. Ook wordt er vaker dan gemiddeld gebruikgemaakt van de wet maatschappelijke ondersteuning 2015 (Wmo). Echter is sinds de laatste jaren een aanzienlijke verbetering te zien door de inzet van maatschappelijke instanties en de buurtbewoners onderling. Ook is het "theehuis", waar veel problemen ontstonden, al een aantal jaren gesloten. De plek waar ooit het "theehuis" was staat momenteel te huur.
In de nacht van 17 op 18 mei 2022 werden drie jongeren van hun bed gelicht door de politie vanwege drugshandel. De buurt kampt al jaren lang met overlast door een groep jongeren uit deze buurt die zich in bendeverband schuldig maakt aan een negatieve sfeer, overlast en drugshandel.

## Media-aandacht

### Schietpartij en andere incidenten
In 2014 vond er een schietpartij plaats bij café Het Plantsoen in de bijgebouwtjes aan het Jacques Urlusplantsoen, waarbij meerdere malen op het de gevel van het café werd geschoten. Er vielen geen doden of gewonden. Na de schietpartij werden vijftien mensen door de politie aangehouden: tien in en rondom het café, en vijf na een wilde achtervolging van een auto. Drie inzittenden sprongen op de Zeemanlaan uit de auto, en werden direct gearresteerd. De laatste twee inzittenden werden door de Haagse Politie op de Boslaan in Den Haag gearresteerd. Naar aanleiding van dit incident werd het café tijdelijk door burgemeester Henri Lenferink gesloten. Een paar maanden later trok de burgemeester de drank- en horecavergunning van het café definitief in. Bewoners van de flats vermoedden dat de schietpartij te maken had met drugshandel. Op dat moment was er een samenscholingsverbod van kracht op het Jacques Urlusplantsoen, onder meer vanwege aanhoudende drugsoverlast.
Eind 2015 viel een grote groep jongeren de politie aan op het Jacques Urlusplantsoen. De politie was bezig met de aanhouding van een vijftienjarige jongen, die verdacht werd van een woninginbraak elders in Leiden. Vervolgens viel een groep van vijftien jongens, die volgens de politie bevriend waren met de verdachte, de politie aan. Er moesten extra agenten ingezet worden om de situatie onder controle te krijgen.

### JUP-aanpak
In 2016 werden er door de gemeente Leiden camera's opgehangen. Ondanks de aanwezigheid van camera's bleven overlast en kleine criminaliteit aanhouden, vaak vol in beeld van de camera's. Begin 2017 kwam burgemeester Lenferink daarom met een breed pakket aan maatregelen, de zogeheten JUP-aanpak, om het slechte leefklimaat in het complex structureel te verbeteren. De gemeente wil met dit plan criminaliteit en overlast verminderen, bewonersparticipatie vergroten, en er voor zorgen dat er meer coördinatie is tussen professionals. Om dit te bewerkstelligen werkt de gemeente bij de JUP-aanpak samen met allerlei andere instanties, waaronder politie, justitie, jongerenwerk, en de woningcorporatie. Als onderdeel van dit verbeterplan is er meer politietoezicht. Ook wordt er verkend of de bijgebouwtjes, die haaks op de flat staan, een nieuwe bestemming kunnen krijgen. Politie en gemeente organiseren elke week een spreekuur voor bewoners.
Begin 2017 ontstond er lichte ophef toen de pers niet aanwezig mocht zijn bij een besloten bijeenkomst van de gemeente Leiden. Bij deze bijeenkomst werden raadsleden en ambtenaren bijgepraat over de aanpak van de problemen bij het Jacques Urlusplantsoen. Radiozender en nieuwssite Sleutelstad maakte er bezwaar tegen dat er geen verslaggevers werden toegelaten. Een aantal raadsleden, waaronder de voorzitters van de PvdA- en VVD-fracties, uitten ook hun onvrede over de gang van zaken. De raadsleden vonden dat de pers toegang had moeten krijgen tot de besloten bijeenkomst, en dat het vertrouwelijke karakter van de bijeenkomst onnodig was. De volgende dag verklaarde burgemeester Lenferink tegenover Sleutelstad dat het niet toelaten van de pers "geen opzet" was, en dat de JUP-aanpak niet geheim is.
Kort na de introductie van de JUP-aanpak kondigden Burgemeester Lenferink en raadslid Abdelhaq Jermoumi aan dat ze de JUP-aanpak uitbreiden naar andere probleemwijken in Leiden: delen van de Slaaghwijk en de Kooi slaan net als het Jacques Urlusplantsoen oranje uit op de leefbaarheidsmonitor van de gemeente. Dit houdt volgens raadslid Jermoumi in dat "hier uitdagingen zijn rond leefbaarheid, veiligheid, zorg en wonen". Het raadslid is al langer betrokken bij het oplossen van de aanhoudende problemen rond het Jacques Urlusplantsoen, en verwacht net als Lenferink dat de JUP-aanpak ook elders met succes ingezet kan worden.